# Saint-Aubert-sur-Orne
Saint-Aubert-sur-Orne är en kommun i departementet Orne i regionen Normandie i nordvästra Frankrike. Kommunen ligger i kantonen Putanges-Pont-Écrepin som tillhör arrondissementet Argentan. År 2018 hade Saint-Aubert-sur-Orne 99 invånare.

## Befolkningsutveckling
Antalet invånare i kommunen Saint-Aubert-sur-Orne
| Referens: INSEE |